# Forces françaises en Côte d'Ivoire
Les forces françaises en Côte d’Ivoire ont été créées le 1er janvier 2015. L’établissement d’une force française prépositionnée sur le sol ivoirien s’inscrit dans la continuité de l’accord de partenariat de défense de 2012 qui scelle une proximité ancienne entre la France et la Côte-d’Ivoire. Elles constituent l’une des deux bases opérationnelles avancées en Afrique.
Faisant suite à l’opération Licorne, dont la mission a été achevée le 26 janvier 2015, les forces françaises en Côte d’Ivoire ont un statut de force de présence, c'est-à-dire qu’elles sont implantées en Côte d’Ivoire pour assurer un relai opérationnel sur une zone d’intérêt stratégique. Elles répondent ainsi aux orientations du livre blanc sur la défense et la sécurité nationale de 2013, qui définit cette région comme une des priorités stratégiques de la France.
Le 20 février 2025, le camp du 43e bataillon d'infanterie de marine établi à Port-Bouët (Abidjan) est rétrocédé par la France à la Côte d'Ivoire.

## Commandement
| Période          | Période         | Identité                   | Qualité                                                                          |
| ---------------- | --------------- | -------------------------- | -------------------------------------------------------------------------------- |
| 1er janvier 2015 | 21 février 2015 | Colonel Nicolas Chabut     | Commandant de la force Licorne (2014) Chef de corps du 1er régiment de chasseurs |
| 21 février 2015  | 24 juin 2015    | Colonel Ludovic Pinon      | Chef de corps du 1er régiment de spahis                                          |
| 24 juin 2015     | 30 juin 2016    | Colonel Michel Billard     |                                                                                  |
| 30 juin 2016     | 12 juillet 2017 | Colonel Jean-Luc Kuntz     | Chef de corps du 17e régiment du génie parachutiste (2004-2006)                  |
| 12 juillet 2017  | 12 juillet 2019 | Colonel Philippe du Chaxel |                                                                                  |
| 12 juillet 2019  | 29 juillet 2021 | Colonel Frédéric Gauthier  |                                                                                  |
| 29 juillet 2021  | En cours        | Colonel Arnaud Mettey      |                                                                                  |

## Missions
Par leur positionnement géographique, la qualité de leurs infrastructures portuaires et aéroportuaires et les capacités de leurs emprises, les FFCI constituent une plateforme stratégique, opérationnelle et logistique majeure sur la façade Ouest-africaine aussi appelée base opérationnelle avancée (BOA).
En tant que BOA, les FFCI :            
- sont en mesure de soutenir les opérations dans la zone en facilitant notamment les mouvements des forces (acheminements, désengagements, relèves humaines et matérielles) et/ou en contribuant au soutien pétrolier ;
- forment un réservoir de forces rapidement projetables en cas de crise dans la sous-région ;
- assurent une présence militaire en mesure d’assurer la protection des ressortissants.

L’autre volet de la mission des FFCI consiste à :
- mettre en œuvre la coopération militaire bilatérale avec la République de Côte d’Ivoire, et animer la coopération régionale avec les forces partenaires de la sous-région. Pour cela, les FFCI délivrent des formations et contribuent à la préparation opérationnelle des contingents africains avant leur engagement au sein de missions multinationales ou d’opérations de maintien de la paix.

## Dispositif
Le commandement des forces françaises en Côte d’Ivoire (COMFOR) et de la base de défense (COMBdD) des forces françaises en Côte d’Ivoire est exercé par un colonel qui relève directement du chef d’état-major des armées.
Les 950 militaires des FFCI, en 2020 - effectif depuis en baisse -, constituent une réserve d’intervention en Afrique centrale et de l’ouest. Ils sont chargés de soutenir les opérations dans la zone et de conduire les activités de partenariat militaire opérationnel avec la République de Côte d’Ivoire.
Les FFCI sont composées de différents organismes, tous contribuant au fonctionnement de la base opérationnelle avancée :
- l’état-major interarmées (EMIA FFCI) auquel s’ajoute la station navale et le détachement prévôtal ;
- l’autorité de maintenance des matériels terrestres (AMAINT FFCI) ;
- le 43e Bataillon d’infanterie de marine (43e BIMa) ;
- le détachement air 168 (DA 168) ;
- la direction interarmées du service de santé de l’Afrique centrale et de l’ouest (DIASS AFCO) ;
- la direction interarmées du commissariat (DICOM FFCI) ;
- la direction locale interarmées des réseaux d’infrastructure et des systèmes d’information (DIRISI Port-Bouët) ;
- la direction d'infrastructure de la Défense d'Abidjan (DID ABJ) ;
- le détachement de liaison du service des essences (DL SEA AFCO) ;
- le détachement de liaison du service interarmées des munitions (DL SIMu) ;
- le détachement autonome des transmissions (DAT).

Base opérationnelle avancée de l’Afrique centrale et de l’ouest, les FFCI peuvent à tout moment être renforcées par des moyens d’autres forces prépositionnées et inversement, tout en étant en mesure d’assurer ses propres missions.
Les FFCI stationnent sur trois sites :
- le camp de Port-Bouët ;
- l’emprise de La Bourgerie sur l’aéroport international Félix-Houphouët-Boigny) ;
- le détachement d’instruction et d’aguerrissement lagunaire (DIAL) à Port-Bouët.

Le camp de Port-Bouët est situé dans la banlieue sud d’Abidjan à un kilomètre de l’aéroport international Félix Houphouët-Boigny et à cinq kilomètres du port autonome d’Abidjan. Toutes les formations des FFCI sont stationnées sur le camp de Port-Bouët. Véritable plaque tournante logistique de l’Afrique de l’ouest, le camp dispose de :
- capacités de commandement ;
- capacités d’hébergement en dur ou sous-tentes ;
- capacités de maintien en condition du matériel terrestre ;
- un parc de stockage de conteneurs ;
- une zone permettant la mise en œuvre d’hélicoptères ;
- un dépôt de carburant ;
- un dépôt de munitions ;
- un parc ENU et un parc RECAMP.

### Composante Terre
43e BIMa composé d'une compagnie d'infanterie, d'un escadron blindé, d'une compagnie de génie (opérationnel et infrastructure), d'une batterie, d'un détachement cynophile du 132e régiment d'infanterie cynotechnique et du centre médical au profit des FFCI.

#### Aviation légère de l'Armée de terre
Le détachement de l'Aviation légère de l'Armée de terre (DETALAT) se compose, en 2021, de deux hélicoptères Gazelle.

### Composante SSA
Rôle 2 (chirurgie) au profit de la population, centre médical au profit des forces.

### Composante Air
DETAIR : un hélicoptère Fennec.

## Réduction d'effectifs et rétrocession (depuis 2024)
En octobre 2024, alors qu'il y a environ 600 militaires français en Côte d'Ivoire, une forte réduction des effectifs à une centaine de personnes est évoquée. Un camp d'entraînement à Lomo Nord est restitué à la Côte d'Ivoire le 17 septembre 2024. Le 31 décembre 2024, le gouvernement ivoirien annonce la restitution en janvier 2025 du camp de Port-Bouët. La restitution effective le 20 février 2025,.